# Зборчиці
Зборчиці (пол. Zborczyce) — село в Польщі, у гміні Ґдув Велицького повіту Малопольського воєводства.
Населення — 224 особи (2011).

## Демографія
Демографічна структура станом на 31 березня 2011 року:
|          | Загалом | Допрацездатний вік | Працездатний вік | Постпрацездатний вік |
| -------- | ------- | ------------------ | ---------------- | -------------------- |
| Чоловіки | 107     | 31                 | 67               | 9                    |
| Жінки    | 117     | 19                 | 75               | 23                   |
| Разом    | 224     | 50                 | 142              | 32                   |